# Linea Hachikō
La Linea Hachikō (八高線?, Hachikō-sen) è una linea ferroviaria a carattere regionale giapponese gestita dalla JR East a scartamento ridotto che collega le stazioni di Takasaki e di Hachiōji. La linea passa per Tokyo, la prefettura di Saitama e quella di Gunma.

## Tipi di collegamento

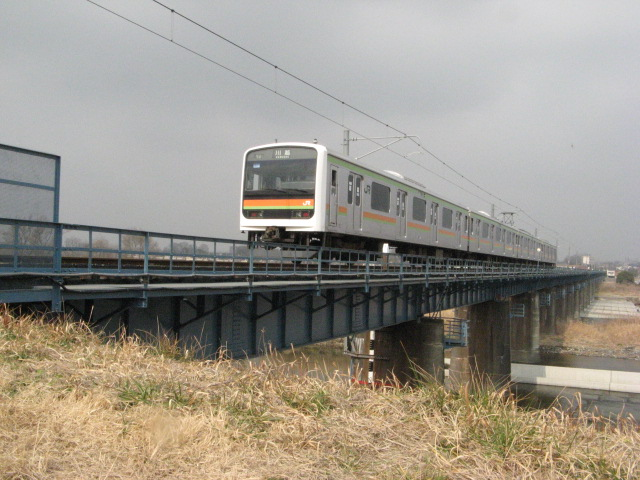
Un treno della serie 209 attraversa il fiume Tama

La stazione di Komagawa a Hidaka divide la linea in due sezioni distinte. La parte a sud, fra Hachiōji e Komagawa è elettrificata a 1500 V in corrente continua. Alcuni treni terminano a Komagawa mentre altri continuano verso Kawagoe sulla linea Kawagoe. Alcuni treni lasciano la linea Hachikō all'altezza della stazione di Haijima per raggiungere Tokyo usando i binari della linea Ōme. 
La sezione nord della linea è priva di elettrificazione. Tutti i treni continuano sulla linea Takasaki fino a Takasaki dove sono disponibili i trasferimenti con gli Shinkansen. Non ci sono collegamenti continui fra le due parti nord e sud della linea, che è fra l'altro utilizzata dai treni merci. Il nome della linea Hachikō deriva dalla pronuncia dei kanji dei suoi capolinea: Hachiōji (八王子?) e Takasaki (高崎?).

## Percorso
- Tutti i treni fermano a tutte le stazioni
- Le stazioni con "o" o "^" permettono il sorpasso dei treni, mentre le stazioni indicate da "｜" no. Le stazioni con "∥" sono in sezioni a doppio binario.

| Stazione                                         | Giapponese | Distanza         | Distanza | Collegamenti |    | Posizione         | Posizione |
| Stazione                                         | Giapponese | Between stations | Total    | Collegamenti |    | Posizione         | Posizione |
| ------------------------------------------------ | ---------- | ---------------- | -------- | --- | -- | ----------------- | --------- |
| Hachiōji                                         | 八王子     | -                | 0.0      | ■ Linea Chūō Rapida ■ Linea Yokohama ● Linea Keiō (Keiō-Hachiōji (京王八王子?)                                                                     | o  | Hachiōji          | Tokyo     |
| Kita-Hachiōji                                    | 北八王子   | 3.1              | 3.1      | | o  | Hachiōji          | Tokyo     |
| Komiya                                           | 小宮       | 2.0              | 5.1      | | o  | Hachiōji          | Tokyo     |
| Haijima                                          | 拝島       | 4.8              | 9.9      | ■ Linea Ōme (alcuni treni diretti) ■ Linea Itsukaichi ● Linea Seibu Haijima                                                                        | o  | Akishima          | Tokyo     |
| Higashi-Fussa                                    | 東福生     | 2.8              | 12.7     | | o  | Fussa             | Tokyo     |
| Hakonegasaki                                     | 箱根ヶ崎   | 3.0              | 15.7     | | o  | Mizuho, Nishitama | Tokyo     |
| Kaneko                                           | 金子       | 4.8              | 20.5     | | o  | Iruma             | Saitama   |
| Higashi-Hannō                                    | 東飯能     | 5.1              | 25.6     | ● Linea Seibu Ikebukuro | o  | Hannō             | Saitama   |
| Komagawa                                         | 高麗川     | 5.5              | 31.1     | ■ Linea Kawagoe (alcuni treni diretti verso Kawagoe)                                                                                               | ｜ | Hidaka            | Saitama   |
| Moro                                             | 毛呂       | 5.8              | 36.9     | | o  | Moroyama, Iruma   | Saitama   |
| Ogose                                            | 越生       | 2.7              | 39.6     | ● Linea Tōbu Ogose | o  | Ogose, Iruma      | Saitama   |
| Myōkaku                                          | 明覚       | 5.2              | 44.8     | | o  | Tokigawa, Hiki    | Saitama   |
| Ogawamachi                                       | 小川町     | 8.0              | 52.8     | ● Linea Tōbu Tōjō | o  | Ogawa, Hiki       | Saitama   |
| Takezawa                                         | 竹沢       | 3.5              | 56.3     | | o  | Ogawa, Hiki       | Saitama   |
| Orihara                                          | 折原       | 4.0              | 60.3     | | ｜ | Yorii, Ōsato      | Saitama   |
| Yorii                                            | 寄居       | 3.6              | 63.9     | ● Linea Tōbu Tōjō ● Linea principale Chichibu | o  | Yorii, Ōsato      | Saitama   |
| Yōdo                                             | 用土       | 4.5              | 68.4     | | ｜ | Yorii, Ōsato      | Saitama   |
| Matsuhisa                                        | 松久       | 2.7              | 71.1     | | ｜ | Misato, Kodama    | Saitama   |
| Kodama                                           | 児玉       | 4.8              | 75.9     | | o  | Honjō             | Saitama   |
| Tanshō                                           | 丹荘       | 4.1              | 80.0     | | o  | Kamikawa, Kodama  | Saitama   |
| Gunma-Fujioka                                    | 群馬藤岡   | 4.7              | 84.7     | | o  | Fujioka           | Gunma     |
| Kita-Fujioka                                     | 北藤岡     | 3.7              | 88.4     | | ^  | Fujioka           | Gunma     |
| Kuragano                                         | 倉賀野     | 3.6              | 92.0     | ■ Linea Takasaki (per Ueno) | ∥  | Takasaki          | Gunma     |
| Prosecuzione verso Takasaki sulla linea Takasaki |            |                  |          | |    |                   |           |
| Takasaki                                         | 高崎       | 4.4              | 96.4     | ■ Linea Takasaki ■ Linea Jōetsu ■ Linea Ryōmō ■ Linea Agatsuma ■ Linea principale Shin'etsu ■ Jōetsu Shinkansen ■ Nagano Shinkansen ■ Linea Jōshin | ∥  | Takasaki          | Gunma     |